# Rogue Trooper (jeu vidéo, 2006)
Pour les articles homonymes, voir Rogue Trooper (homonymie).
Rogue Trooper est un jeu vidéo de tir à la troisième personne développé par Rebellion Developments et édité par Eidos Interactive, sorti en 2006 sur Windows, Wii, PlayStation 2 et Xbox .
La version Wii est sous-titrée The Quartz Zone Massacre. Il ressort en version Redux en 2017 sur Nintendo Switch, PlayStation 4 et Xbox One.
Il basé sur le comics du même nom.

## Accueil
- Jeuxvideo.com : 13/20[1]